# Жижниківці
Жижникі́вці — село в Україні, у Білогірській селищній територіальній громаді Шепетівського району Хмельницької області. Розташоване на річці Горинь.
Неподалік від села розташований гідрологічний заказник «Голубі Озера». В 3 км знаходиться однойменний зупинний пункт.

## Населення
Населення села за переписом 2001 року року становило 290 осіб.
У 2020 році чисельність населення становила ▼222 осіб.
В 2023 році — 200 осіб.

## Історія
Станом на 1885 рік у колишньому власницькому селі Ляховецької волості Острозького повіту Волинської губернії мешкала 395 осіб, налічувалось 37 дворів, існували православна церква, каплицяЗа переписом 1897 року кількість мешканців зросла до 559 осіб (266 чоловічої статі та 293 — жіночої), з яких 511 — православної віри.
7 (20) листопада 1917 року, відповідно до Третього Універсалу Української Центральної Ради, увійшло до складу Української Народної Республіки.
12 червня 2020 року, відповідно до розпорядження Кабінету Міністрів України № 727-р «Про визначення адміністративних центрів та затвердження територій територіальних громад Хмельницької області», увійшло до складу Білогірської селищної громади.
19 липня 2020 року, в результаті адміністративно-територіальної реформи та ліквідації Білогірського району, село увійшло до складу новоутвореного Шепетівського району.

## Відомі люди
- Володимир Кочубей — краєзнавець, археолог
- Іван Ткачук — Герой Радянського Союзу
- Пукач Олексій Петрович